# Paraderris cuneifolia
Paraderris cuneifolia là một loài thực vật có hoa trong họ Đậu. Loài này được (Benth.) R. Geesink mô tả khoa học đầu tiên năm 1984.